# Syndicat des travailleurs de la chimie, de l'énergie, du papier, de l'imprimerie, du bois et des industries connexes
Vous pouvez aider à l'améliorer ou bien discuter des problèmes sur sa page de discussion.
- Il ne cite pas suffisamment ses sources. Vous pouvez indiquer les passages à sourcer avec {{référence nécessaire}} ou {{Référence souhaitée}}, et inclure les références utiles en les liant aux notes de bas de page. (Marqué depuis juillet 2023)
- Il est à actualiser. Certains passages sont obsolètes ou annoncent des événements désormais passés. (Marqué depuis juillet 2023)

- Archive Wikiwix
- Bing
- Cairn
- DuckDuckGo
- E. Universalis
- Gallica
- Google
- G. Books
- G. News
- G. Scholar
- Persée
- Qwant
- (zh) Baidu
- (ru) Yandex
- (wd) trouver des œuvres sur Wikidata

Le Syndicat des travailleurs de la chimie, de l'énergie, du papier, de l'imprimerie, du bois et des industries connexes ((en)CEPPWAWU) est un syndicat représentant les travailleurs de diverses industries en Afrique du Sud.

## Historique
Ce syndicat a été formé par la fusion du Syndicat des travailleurs de la chimie (CWIU) et du Syndicat des travailleurs du papier, de l'imprimerie, du bois et des branches connexes (PPWAWU en Anglais) en 1999. Il compte 92 000 membres au moment de cette fusion.
Le CEPPWAWU est affilié au Congrès des syndicats sud-africains (COSATU).